# Abdelhamid Tadjet
Abdelhamid Tadjet (en arabe : عبد الحميد تاجات) est un footballeur international algérien né le 8 mai 1942 à Annaba. Il évoluait au poste de milieu défensif.

## Biographie

### En club
Abdelhamid Tadjet évolue en première division algérienne avec son club formateur, le HAMRA Annaba.

### En équipe nationale
Abdelhamid Tadjet reçoit trois sélections en équipe d'Algérie entre 1964 et 1968. Il joue son premier match le 1er novembre 1964, contre l'URSS (défaite 0-1). Son dernier match à lieu le 30 juin 1968, contre la Guinée (défaite 2-3).

## Palmarès
HAMRA Annaba
- Championnat d'Algérie (1) :
  - Champion : 1963-64.

- Coupe d'Algérie (1) :
  - Vainqueur : 1971-72.